# Добролежа, Анатолий Тимофеевич
Анато́лий Тимофе́евич Доброле́жа (укр. Анатолій Тимофійович Добролежа; 10 декабря 1930, Скопиевка, Добровеличковский район — 10 марта 2009, Киев) — советский и украинский художник кино, телевидения и театра. Заслуженный деятель искусств Украины (2003), член Национального Союза художников Украины (с 1967 года), член Национального Союза кинематографистов Украины.

## Биография
Анатолий Добролежа родился 10 декабря 1930 года в селе Скопиевка Добровеличковского района.
В 1957 году окончил Одесское художественное училище имени М. Б. Грекова, а в 1963 году — художественный факультет ВГИКа (мастерская Ф. С. Богородского, Г. А. Мясникова).
После окончания ВГИКа с 1963 года — художник-постановщик

 Киевской киностудии имени А.Довженко, художником игрового и научно-популярного кино, театра и телевидения.
Художник-график, участвует в выставках с 1958 года. Оформляет и иллюстрирует книги для Одесского книжного издательства: «Чёрный крест» (1961), «Улица без рассвета» (1967) Ю. Усыченко и др. Произведения хранятся в Музее театрально-музыкального и киноискусства УССР, Музее Киевской киностудии им. А. П. Довженко.
Скончался 10 марта 2009 года.

## Фильмография

### Художник
- 1964 — Ракеты не должны взлететь
- 1967 — Ребёнок
- 1969 — Комиссары
- 1969 — Дума о Британке
- 1970 — Сеспель
- 1972 — Тихие берега
- 1972 — Ни дня без приключений
- 1973 — Эффект Ромашкина
- 1974 — Личная жизнь
- 1974 — Анна и Командор[8]
- 1978 — Путь к Софии
- 1978 — Искупление чужих грехов
- 1979 — Белая тень
- 1980 — Овод
- 1983 — Климко
- 1983 — Водоворот
- 1984 — Канкан в Английском парке
- 1986 — Ледяные цветы
- 1990 — Провинциальный анекдот
- 1990 — Небылицы про Ивана
- 1991 — Личное оружие
- 1992 — Тарас Шевченко. Завещание

## Признание и награды
- Заслуженный деятель искусств Украины (2003).

## Публикации
- ДОБРОЛЕЖА АНАТОЛІЙ. Микола Вінграновський у спогадах, листах і кіно. До 70-річчя поета, кінорежисера, кіноактора. — журнал «Вітчизна» № 9-10, 2006 р. (укр.)